# クリケットジンバブエ代表
クリケットジンバブエ代表（Zimbabwe national cricket team）はジンバブエ・クリケットにより組織されるクリケットのナショナルチーム。

## 代表成績

### ワールドカップ
- 1975 - 不出場
- 1979 - 不出場
- 1983 - グループリーグ敗退
- 1987 - グループリーグ敗退
- 1992 - Round-robin stage
- 1996 - グループリーグ敗退
- 1999 - スーパー6敗退
- 2003 - スーパー6敗退
- 2007 - グループリーグ敗退
- 2011 - グループリーグ敗退
- 2015 - グループリーグ敗退
- 2019 - 不出場

### ICC T20ワールドカップ
- 2007 - グループリーグ敗退
- 2009 - 不出場
- 2010 - グループリーグ敗退
- 2012 - グループリーグ敗退
- 2014 - グループリーグ敗退
- 2016 - グループリーグ敗退